# 쪽배

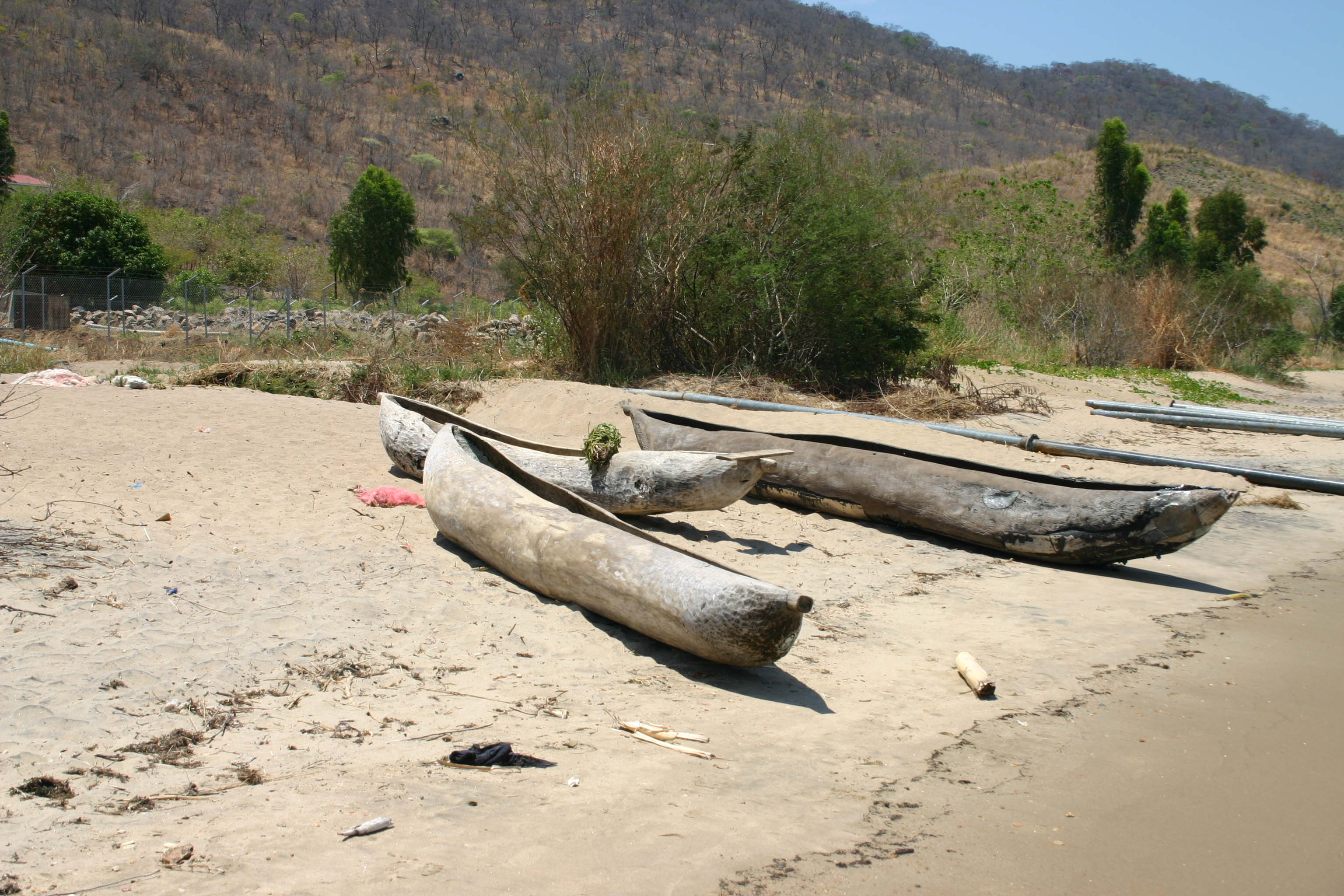
말라위호 연안의 쪽배

쪽배 또는 덕아웃 카누(Dugout canoe)는 속이 빈 나무로 만든 보트이다. 이 유형의 보트에 대한 다른 이름은 통나무배(logboat)와 모노실론(monoxylon)이다. 모노실론(μονόξυλον, 복수형: monoxyla)은 그리스어 – mono- (단일) + ξύλον xylon (나무) – 주로 고전 그리스어 텍스트에 사용된다. 독일어로는 Einbaum(영어로는 "one tree")이라고 한다. 전부는 아니지만 일부 피로그(priogue)도 이런 방식으로 제작된다.
쪽배는 고고학자들이 발견한 가장 오래된 보트 유형으로, 약 8,000년 전 신석기 시대나 석기 시대로 거슬러 올라간다. 이것은 나무껍질 카누와 같은 다른 것보다 보존성이 더 좋은 경향이 있는 거대한 나무 조각으로 만들어졌기 때문일 것으로 추정된다. 나무껍질 카누와 가죽 카약과 함께 쪽배도 아메리카 원주민들이 사용했다.